# Llista d'espècies d'esparàssids (A-N)
Llista d'espècies d'esparàssids, per ordre alfabètic de la lletra A a la N, amb totes les espècies descrites fins al 27 de novembre de 2006.
- Per a més informació, vegeu la Llista d'espècies d'esparàssids
- Per conèixer la resta d'espècies vegeu la Llista d'espècies d'esparàssids (O-Z).

| Directori A B C D E G H I K L M N |

## A

### Adcatomus
Adcatomus Karsch, 1880
- Adcatomus ciudadus Karsch, 1880 (Perú)

### Anaptomecus
Anaptomecus Simon, 1903
- Anaptomecus longiventris Simon, 1903 (Ecuador)
- Anaptomecus rufescens Mello-Leitão, 1940 (Guyana)

### Anchognatha
Anchognatha Thorell, 1881
- Anchognatha avida Thorell, 1881 (Queensland)

### Anchonastus
Anchonastus Simon, 1898
- Anchonastus caudatus Simon, 1898 (Camerun)
- Anchonastus gertschi Lessert, 1946 (Congo)
- Anchonastus pilipodus (Strand, 1913) (Central Àfrica)
- Anchonastus plumosus (Pocock, 1899) (Àfrica Occidental)

### Arandisa
Arandisa Lawrence, 1938
- Arandisa deserticola Lawrence, 1938 (Namíbia)

## B

### Barylestis
Barylestis Simon, 1910
- Barylestis blaisei (Simon, 1903) (Gabon)
- Barylestis fagei (Lessert, 1929) (Congo, Ruanda)
- Barylestis insularis Simon, 1910 (Bioko)
- Barylestis montandoni (Lessert, 1929) (Congo, Uganda)
- Barylestis nigripectus Simon, 1910 (Congo)
- Barylestis occidentalis (Simon, 1887) (Congo, Uganda, Sudan)
- Barylestis peltatus (Strand, 1916) (Central Àfrica)
- Barylestis scutatus (Pocock, 1903) (Camerun)
- Barylestis variatus (Pocock, 1899) (Àfrica Occidental)

### Beregama
Beregama Hirst, 1990
- Beregama aurea (L. Koch, 1875) (Queensland, Nova Gal·les del Sud)
- Beregama cordata (L. Koch, 1875) (Nova Gal·les del Sud)
- Beregama goliath (Chrysanthus, 1965) (Nova Guinea)
- Beregama herculea (Thorell, 1881) (Nova Guinea)

### Berlandia
Berlandia Lessert, 1921
- Berlandia longipes Lessert, 1921 (Àfrica Oriental)
- Berlandia tenebricola Simon & Fage, 1922 (Àfrica Oriental)

### Bhutaniella
Bhutaniella Jäger, 2000b
- Bhutaniella dunlopi Jäger, 2001 (Bhutan)
- Bhutaniella gruberi Jäger, 2001 (Bhutan)
- Bhutaniella haenggii Jäger, 2001 (Bhutan)
- Bhutaniella hillyardi Jäger, 2000 (Nepal)
- Bhutaniella kronestedti Vedel & Jäger, 2005 (Xina)
- Bhutaniella rollardae Jäger, 2001 (Nepal)
- Bhutaniella scharffi Vedel & Jäger, 2005 (Xina)
- Bhutaniella sikkimensis (Gravely, 1931) (Índia)

## C

### Carparachne
Carparachne Lawrence, 1962
- Carparachne alba Lawrence, 1962 (Namíbia)
- Carparachne aureoflava Lawrence, 1966 (Namíbia)

### Cebrennus
Cebrennus Simon, 1880
- Cebrennus aethiopicus Simon, 1880 (Etiòpia, Saudi Arabia)
- Cebrennus castaneitarsis Simon, 1880 (Algèria fins a Israel)
- Cebrennus concolor (Denis, 1947) (Egipte)
- Cebrennus cultrifer Fage, 1921 (Algèria)
- Cebrennus intermedius Jäger, 2000 (Saudi Arabia)
- Cebrennus kochi (O. P.-Cambridge, 1872) (Israel)
- Cebrennus logunovi Jäger, 2000 (Turkmenistan)
- Cebrennus mayri Jäger, 2000 (Oman)
- Cebrennus powelli Fage, 1921 (Marroc)
- Cebrennus rungsi Jäger, 2000 (Marroc)
- Cebrennus tunetanus Simon, 1885 (Tunísia)
- Cebrennus villosus (Jézéquel & Junqua, 1966) (Algèria, Tunísia)
- Cebrennus wagae (Simon, 1874) (Algèria, Tunísia)

### Cerbalus
Cerbalus Simon, 1897
- Cerbalus alegranzaensis Wunderlich, 1992 (Illes Canàries)
- Cerbalus ergensis Jäger, 2000 (Tunísia)
- Cerbalus negebensis Levy, 1989 (Israel)
- Cerbalus pellitus Kritscher, 1960 (Egipte)
- Cerbalus psammodes Levy, 1989 (Egipte, Israel)
- Cerbalus pulcherrimus (Simon, 1880) (Àfrica del Nord)
- Cerbalus verneaui (Simon, 1889) (Illes Canàries)

### Cercetius
Cercetius Simon, 1902
- Cercetius perezi Simon, 1902 (Somàlia, Prop d'Est)

### Chrosioderma
Chrosioderma Simon, 1897
- Chrosioderma albidum Simon, 1897 (Madagascar)
- Chrosioderma analalava Silva, 2005 (Madagascar)
- Chrosioderma havia Silva, 2005 (Madagascar)
- Chrosioderma mahavelona Silva, 2005 (Madagascar)
- Chrosioderma mipentinapentina Silva, 2005 (Madagascar)
- Chrosioderma namoroka Silva, 2005 (Madagascar)
- Chrosioderma ranomafana Silva, 2005 (Madagascar)
- Chrosioderma roaloha Silva, 2005 (Madagascar)
- Chrosioderma soalala Silva, 2005 (Madagascar)

### Clastes
Clastes Walckenaer, 1837
- Clastes freycineti Walckenaer, 1837 (Moluques, Nova Guinea)

## D

### Damastes
Damastes Simon, 1880
- Damastes atrignathus Strand, 1908 (Madagascar)
- Damastes coquereli Simon, 1880 (Madagascar)
  - Damastes coquereli affinis Strand, 1907 (Madagascar)
- Damastes decoratus (Simon, 1897) (Madagascar)
- Damastes fasciolatus (Simon, 1903) (Madagascar)
- Damastes flavomaculatus Simon, 1880 (Madagascar)
- Damastes grandidieri Simon, 1880 (Madagascar)
- Damastes majungensis Strand, 1907 (Madagascar)
- Damastes malagassus (Fage, 1926) (Madagascar)
- Damastes malagasus (Karsch, 1881) (Madagascar)
- Damastes masculinus Strand, 1908 (Madagascar)
- Damastes nigrichelis (Strand, 1907) (Mozambique)
- Damastes nossibeensis Strand, 1907 (Madagascar)
- Damastes oswaldi Lenz, 1891 (Madagascar)
- Damastes pallidus (Schenkel, 1937) (Madagascar)
- Damastes sikoranus Strand, 1906 (Madagascar)
- Damastes validus (Blackwall, 1877) (Seychelles)

### Decaphora
Decaphora Franganillo, 1931
- Decaphora trabiformis Franganillo, 1931 (Cuba)

### Defectrix
Defectrix Petrunkevitch, 1925
- Defectrix defectrix Petrunkevitch, 1925 (Panamà)

### Delena
Delena Walckenaer, 1837
- Delena cancerides Walckenaer, 1837 (Austràlia, Tasmània)
- Delena craboides Walckenaer, 1837 (Austràlia)
- Delena gloriosa (Rainbow, 1917) (Sud d'Austràlia)
- Delena nigrifrons (Simon, 1908) (Oest d'Austràlia)

### Dermochrosia
Dermochrosia Mello-Leitão, 1940
- Dermochrosia maculatissima Mello-Leitão, 1940 (Brasil)

## E

### Eodelena
Eodelena Hogg, 1902
- Eodelena convexa Hirst, 1991 (Oest d'Austràlia)
- Eodelena kosciuskoensis Hirst, 1991 (Nova Gal·les del Sud)
- Eodelena lapidicola Hirst, 1991 (Oest d'Austràlia)
- Eodelena loftiensis Hirst, 1991 (Sud d'Austràlia)
- Eodelena melanochelis (Strand, 1913) (Victòria)
- Eodelena spenceri Hogg, 1902 (Tasmània, King)
- Eodelena tasmaniensis Hirst, 1991 (Tasmània)

### Eusparassus
Eusparassus Simon, 1903
- Eusparassus barbarus (Lucas, 1846) (Algèria)
- Eusparassus bicorniger (Pocock, 1898) (Egipte, Etiòpia, Àfrica Oriental)
- Eusparassus concolor Caporiacco, 1939 (Etiòpia)
- Eusparassus cornipalpis Strand, 1906 (Etiòpia)
- Eusparassus dufouri Simon, 1932 (Mediterrani Occidental)
  - Eusparassus dufouri atlanticus Simon, 1909 (Marroc)
  - Eusparassus dufouri maximus Strand, 1906 (Algèria, Tunísia)
- Eusparassus flavovittatus Caporiacco, 1935 (Karakorum)
- Eusparassus fulviclypeus Strand, 1906 (Etiòpia)
- Eusparassus fuscimanus Denis, 1958 (Afganistan)
- Eusparassus hansii Schenkel, 1950 (EUA)
- Eusparassus laterifuscus Strand, 1908 (Madagascar)
- Eusparassus letourneuxi (Simon, 1874) (Algèria, Tunísia)
- Eusparassus levantinus Urones, 2006 (Espanya)
- Eusparassus lilus Strand, 1907 (Java)
- Eusparassus nanjianensis (Hu & Fu, 1985) (Xina)
- Eusparassus nigrichelis Strand, 1906 (Etiòpia)
- Eusparassus oculatus (Kroneberg, 1875) (Àsia central)
- Eusparassus oraniensis (Lucas, 1846) (Àfrica del Nord)
- Eusparassus palystiformis Strand, 1907 (Sud-àfrica)
- Eusparassus pontii Caporiacco, 1935 (Karakorum)
- Eusparassus potanini (Simon, 1895) (Xina)
- Eusparassus quinquedentatus Strand, 1906 (Àfrica Occidental)
- Eusparassus rufobrunneus Caporiacco, 1941 (Etiòpia)
- Eusparassus sexdentatus Strand, 1906 (Àfrica Occidental)
- Eusparassus shefteli Chamberlin, 1916 (Perú)
- Eusparassus subadultus Strand, 1906 (Etiòpia)
- Eusparassus syrticus Simon, 1909 (Algèria, Tunísia)
- Eusparassus ubae Strand, 1906 (Àfrica Oriental)
- Eusparassus walckenaeri (Audouin, 1826) (Mediterrani Oriental fins a Afganistan)

### Exopalystes
Exopalystes Hogg, 1914
- Exopalystes pulchellus Hogg, 1914 (Nova Guinea)

## G

### Geminia
Geminia Thorell, 1897
- Geminia sulphurea Thorell, 1897 (Myanmar)

### Gnathopalystes
Gnathopalystes Rainbow, 1899
- Gnathopalystes crucifer (Simon, 1880) (Malàisia or Java)
- Gnathopalystes ferox Rainbow, 1899 (Vanuatu)
- Gnathopalystes ignicomus (L. Koch, 1875) (Nova Irlanda, New Bretanya)
- Gnathopalystes kochi (Simon, 1880) (Índia, Myanmar, Malàisia, Java, Sumatra, Borneo)
- Gnathopalystes nigriventer (Kulczyn'ski, 1910) (Nova Guinea, Illes Solomon)
- Gnathopalystes nigrocornutus (Merian, 1911) (Sulawesi)
- Gnathopalystes rutilans (Simon, 1899) (Sumatra)
- Gnathopalystes taiwanensis Zhu & Tso, 2006 (Taiwan)

## H

### Heteropoda
Heteropoda Latreille, 1804
- Heteropoda acuta Davies, 1994 (Queensland)
- Heteropoda afghana Roewer, 1962 (Afganistan, Pakistan, Índia)
- Heteropoda alta Davies, 1994 (Queensland)
- Heteropoda altithorax Strand, 1907 (Índia)
- Heteropoda amphora Fox, 1936 (Xina, Hong Kong)
- Heteropoda analis Thorell, 1881 (Nova Guinea)
- Heteropoda andamanensis Tikader, 1977 (Illes Andaman)
- Heteropoda annulipoda Strand, 1911 (Illes Aru)
- Heteropoda armillata (Thorell, 1887) (Myanmar, Sumatra)
- Heteropoda atollicola Pocock, 1904 (Maldive)
- Heteropoda atriventris Chrysanthus, 1965 (Nova Guinea)
- Heteropoda aulica (L. Koch, 1878) (Japó)
- Heteropoda aureola He & Hu, 2000 (Xina)
- Heteropoda badiella Roewer, 1951 (Moluques)
- Heteropoda bellendenker Davies, 1994 (Queensland)
- Heteropoda belua Jäger, 2005 (Borneo)
- Heteropoda beroni Jäger, 2005 (Sulawesi)
- Heteropoda bhaikakai Patel & Patel, 1973 (Índia)
- Heteropoda bifurcula Wang, Chen & Zhu, 2002 (Xina)
- Heteropoda bimaculata Thorell, 1878 (Amboina)
- Heteropoda binnaburra Davies, 1994 (Queensland, Nova Gal·les del Sud)
- Heteropoda bivittata Thorell, 1877 (Sulawesi)
- Heteropoda boiei (Doleschall, 1859) (Malàisia, Java, Sumatra)
- Heteropoda bonthainensis Merian, 1911 (Sulawesi)
- Heteropoda borneensis (Thorell, 1898) (Borneo)
- Heteropoda boutani (Simon, 1906) (Vietnam)
- Heteropoda bulburin Davies, 1994 (Queensland)
- Heteropoda buxa Saha, Biswas & Raychaudhuri, 1995 (Índia)
- Heteropoda camelia Strand, 1914 (Colòmbia)
- Heteropoda cavernicola Davies, 1994 (Oest d'Austràlia)
- Heteropoda cervina (L. Koch, 1875) (Queensland)
- Heteropoda chelata (Strand, 1911) (Nova Guinea)
  - Heteropoda chelata vittichelis (Strand, 1911) (Nova Guinea)
- Heteropoda chengbuensis Wang, 1990 (Xina)
- Heteropoda conwayensis Davies, 1994 (Queensland)
- Heteropoda cooki Davies, 1994 (Queensland)
- Heteropoda cooloola Davies, 1994 (Queensland)
- Heteropoda crassa Simon, 1880 (Java)
- Heteropoda crediton Davies, 1994 (Queensland)
- Heteropoda cyanichelis Strand, 1907 (Java)
- Heteropoda cyanognatha Thorell, 1881 (Illes Yule)
- Heteropoda cyPerúsiria Barrion & Litsinger, 1995 (Filipines)
- Heteropoda dagmarae Jäger & Vedel, 2005 (Laos)
- Heteropoda dasyurina (Hogg, 1914) (Nova Guinea)
- Heteropoda debalae Biswas & Roy, 2005 (Índia)
- Heteropoda debilis (L. Koch, 1875) (Samoa)
- Heteropoda distincta Davies, 1994 (Queensland, Nova Gal·les del Sud)
- Heteropoda elatana Strand, 1911 (Illes Aru, Illes Kei)
- Heteropoda eluta Karsch, 1891 (Sri Lanka)
- Heteropoda emarginativulva Strand, 1907 (Índia)
- Heteropoda erythra Chrysanthus, 1965 (Nova Guinea)
- Heteropoda eungella Davies, 1994 (Queensland)
- Heteropoda fabrei Simon, 1885 (Índia)
- Heteropoda fischeri Jäger, 2005 (Índia)
- Heteropoda flavocephala Merian, 1911 (Sulawesi)
- Heteropoda furva Thorell, 1890 (Malàisia)
- Heteropoda garciai Barrion & Litsinger, 1995 (Filipines)
- Heteropoda gemella Simon, 1877 (Filipines)
- Heteropoda goonaneman Davies, 1994 (Queensland)
- Heteropoda gordonensis Davies, 1994 (Queensland)
- Heteropoda gourae Monga, Sadana & Singh, 1988 (Índia)
- Heteropoda graaflandi Strand, 1907 (Java)
- Heteropoda grooteeylandt Davies, 1994 (Territori del Nord)
- Heteropoda gyirongensis Hu & Li, 1987 (Xina)
- Heteropoda hainanensis Li, 1991 (Xina)
- Heteropoda hampsoni Pocock, 1901 (Índia)
- Heteropoda hermitis (Hogg, 1914) (Oest d'Austràlia)
- Heteropoda hillerae Davies, 1994 (Queensland)
- Heteropoda holoventris Davies, 1994 (Queensland)
- Heteropoda hosei Pocock, 1897 (Borneo)
- Heteropoda hupingensis Peng & Yin, 2001 (Xina)
- Heteropoda ignichelis (Simon, 1880) (Vietnam, Java, Borneo)
- Heteropoda imbecilla Thorell, 1892 (Malàisia, Sumatra)
- Heteropoda invicta (L. Koch, 1878) (Japó)
- Heteropoda jacobi Strand, 1911 (Nova Guinea)
- Heteropoda javana (Simon, 1880) (Java, Sumatra)
- Heteropoda jiangxiensis Li, 1991 (Xina)
- Heteropoda jugulans (L. Koch, 1876) (Queensland)
- Heteropoda kabaenae Strand, 1911 (Illes Bismarck)
- Heteropoda kalbarri Davies, 1994 (Oest d'Austràlia)
- Heteropoda kandiana Pocock, 1899 (Índia, Sri Lanka)
- Heteropoda kobroorica Strand, 1911 (Illes Aru)
- Heteropoda kuekenthali Pocock, 1897 (Moluques)
- Heteropoda kuluensis Sethi & Tikader, 1988 (Índia)
- Heteropoda languida Simon, 1887 (Myanmar)
- Heteropoda lashbrooki (Hogg, 1922) (Vietnam)
- Heteropoda lentula Pocock, 1901 (Índia)
- Heteropoda leprosa Simon, 1884 (Índia, Myanmar, Malàisia)
- Heteropoda leptoscelis Thorell, 1892 (Sumatra)
- Heteropoda lindbergi Roewer, 1962 (Afganistan)
- Heteropoda listeri Pocock, 1900 (Illa Christmas)
- Heteropoda longipes (L. Koch, 1875) (Nova Gal·les del Sud)
- Heteropoda lunula (Doleschall, 1857) (Índia fins a Vietnam, Malàisia, Java, Sumatra, Borneo)
- Heteropoda luwuensis Merian, 1911 (Sulawesi)
- Heteropoda malitiosa Simon, 1906 (Índia)
- Heteropoda manni (Strand, 1906) (Nigèria)
- Heteropoda marillana Davies, 1994 (Oest d'Austràlia)
- Heteropoda martEUA Jäger, 2000 (Sumatra)
- Heteropoda maxima Jäger, 2001 (Laos)
- Heteropoda mecistopus Pocock, 1898 (Illes Solomon)
- Heteropoda mediocris Simon, 1880 (Java, Nova Guinea)
- Heteropoda merkarensis Strand, 1907 (Índia)
- Heteropoda meticulosa Simon, 1880 (Perú)
- Heteropoda minahassae Merian, 1911 (Sulawesi)
- Heteropoda mindiptanensis Chrysanthus, 1965 (Nova Guinea)
- Heteropoda modiglianii Thorell, 1890 (Java)
- Heteropoda monroei Davies, 1994 (Queensland)
- Heteropoda montana Merian, 1911 (Sulawesi)
- Heteropoda monteithi Davies, 1994 (Queensland)
- Heteropoda mossman Davies, 1994 (Queensland)
- Heteropoda murina (Pocock, 1897) (Borneo)
- Heteropoda muscicapa Strand, 1911 (Nova Guinea)
- Heteropoda nagarigoon Davies, 1994 (Queensland, Nova Gal·les del Sud)
- Heteropoda natans Jäger, 2005 (Borneo)
- Heteropoda nebulosa Thorell, 1890 (Malàisia)
- Heteropoda nicki Strand, 1915 (Sumatra, Java)
  - Heteropoda nicki quala Strand, 1915 (Sumatra)
- Heteropoda nicobarensis Tikader, 1977 (Illes Nicobar)
- Heteropoda nigriventer Pocock, 1897 (Sulawesi)
- Heteropoda nilgirina Pocock, 1901 (Índia)
- Heteropoda nirounensis (Simon, 1903) (Índia, Sumatra)
- Heteropoda nobilis (L. Koch, 1875) (Noves Hèbrides, Austràlia, Polynesia)
- Heteropoda novaguineensis Strand, 1911 (Nova Guinea)
- Heteropoda nyalama Hu & Li, 1987 (Xina)
- Heteropoda obtEUA Thorell, 1890 (Borneo)
- Heteropoda ocyalina (Simon, 1887) (Java, Sumatra)
- Heteropoda panaretiformis Strand, 1906 (Sumatra)
- Heteropoda parva Jäger, 2000 (Malàisia)
- Heteropoda pedata Strand, 1907 (Índia)
  - Heteropoda pedata magna Strand, 1909 (Índia)
- Heteropoda phasma Simon, 1897 (Índia)
- Heteropoda pingtungensis Zhu & Tso, 2006 (Taiwan)
- Heteropoda planiceps (Pocock, 1897) (Moluques)
- Heteropoda plebeja Thorell, 1887 (Myanmar)
- Heteropoda pressula Simon, 1886 (Vietnam)
- Heteropoda procera (L. Koch, 1867) (Queensland, Nova Gal·les del Sud)
- Heteropoda pumilla Keyserling, 1880 (Colòmbia)
- Heteropoda raveni Davies, 1994 (Queensland)
- Heteropoda renibulbis Davies, 1994 (Oest d'Austràlia, Territori del Nord, Queensland)
- Heteropoda robusta Fage, 1924 (Índia)
- Heteropoda rosea Karsch, 1879 (Colòmbia)
- Heteropoda rubra Chrysanthus, 1965 (Nova Guinea)
- Heteropoda rufognatha Strand, 1907 (Índia)
- Heteropoda rundle Davies, 1994 (Queensland)
- Heteropoda ruricola Thorell, 1881 (Nova Guinea)
- Heteropoda sarotoides Järvi, 1914 (Nova Guinea)
- Heteropoda sartrix (L. Koch, 1865) (Austràlia)
- Heteropoda schlaginhaufeni Strand, 1911 (Nova Guinea)
- Heteropoda schwendingeri Jäger, 2005 (Tailàndia)
- Heteropoda sexpunctata Simon, 1885 (Índia, Malàisia)
- Heteropoda shillongensis Sethi & Tikader, 1988 (Índia)
- Heteropoda signata Thorell, 1890 (Sumatra)
- Heteropoda silvatica Davies, 1994 (Queensland)
- Heteropoda simplex Jäger & Ono, 2000 (Illes Ryukyu)
- Heteropoda speciosus (Pocock, 1898) (Illes Solomon)
- Heteropoda spenceri Davies, 1994 (Territori del Nord)
- Heteropoda spinipes (Pocock, 1897) (Moluques)
- Heteropoda spurgeon Davies, 1994 (Queensland)
- Heteropoda squamacea Wang, 1990 (Xina)
- Heteropoda straminea Kundu, Biswas & Raychaudhuri, 1999 (Índia)
- Heteropoda strandi Jäger, 2002 (Sumatra)
- Heteropoda strasseni Strand, 1915 (Java)
- Heteropoda striata Merian, 1911 (Sulawesi)
- Heteropoda striatipes (Leardi, 1902) (Índia)
- Heteropoda submaculata Thorell, 1881 (Nova Guinea)
  - Heteropoda submaculata torricelliana Strand, 1911 (Nova Guinea)
- Heteropoda subplebeia Strand, 1907 (Índia)
- Heteropoda subtilis Karsch, 1891 (Sri Lanka)
- Heteropoda sumatrana Thorell, 1890 (Illes Sunda, Moluques, Nova Guinea)
  - Heteropoda sumatrana javacola Strand, 1907 (Java)
  - Heteropoda sumatrana montana Thorell, 1890 (Sumatra)
- Heteropoda teranganica Strand, 1911 (Illes Aru)
- Heteropoda tetrica Thorell, 1897 (Myanmar, Tailàndia)
- Heteropoda thoracica (C. L. Koch, 1845) (Sumatra, Java, Amboina)
- Heteropoda tokarensis Yaginuma, 1961 (Japó)
- Heteropoda truncus (McCook, 1878) (Japó)
- Heteropoda umbrata Karsch, 1891 (Sri Lanka)
- Heteropoda variegata (Simon, 1874) (Grècia fins a Israel)
- Heteropoda veiliana Strand, 1907 (Índia)
- Heteropoda venatoria (Linnaeus, 1767) (Pantropical)
  - Heteropoda venatoria chinesica Strand, 1907 (Xina)
  - Heteropoda venatoria emarginata Thorell, 1881 (Sumatra)
  - Heteropoda venatoria foveolata Thorell, 1881 (Nova Guinea, Illes Yule)
  - Heteropoda venatoria japonica Strand, 1907 (Xina, Japó)
  - Heteropoda venatoria maculipes Strand, 1907 (Xina, Japó)
  - Heteropoda venatoria pseudomarginata Strand, 1909 (Java)
- Heteropoda vespersa Davies, 1994 (Queensland)
- Heteropoda warrumbungle Davies, 1994 (Nova Gal·les del Sud)
- Heteropoda warthiana Strand, 1907 (Índia)
- Heteropoda willunga Davies, 1994 (Queensland)

### Holconia
Holconia Thorell, 1877
- Holconia colberti Hirst, 1991 (Victòria)
- Holconia flindersi Hirst, 1991 (Sud d'Austràlia, Victòria, Nova Gal·les del Sud)
- Holconia hirsuta (L. Koch, 1875) (Queensland)
- Holconia immanis (L. Koch, 1867) (Austràlia)
- Holconia insignis (Thorell, 1870) (Queensland, Nova Gal·les del Sud)
- Holconia murrayensis Hirst, 1991 (Sud d'Austràlia, Victòria, Nova Gal·les del Sud)
- Holconia neglecta Hirst, 1991 (Oest d'Austràlia, Territori del Nord)
- Holconia nigrigularis (Simon, 1908) (Austràlia)
- Holconia Oestralia Hirst, 1991 (Oest d'Austràlia)

## I

### Irileka
Irileka Hirst, 1998
- Irileka iridescens Hirst, 1998 (Oest d'Austràlia)

### Isopeda
Isopeda L. Koch, 1875
- Isopeda alpina Hirst, 1992 (Nova Gal·les del Sud, Victòria)
- Isopeda binnaburra Hirst, 1992 (Queensland)
- Isopeda brachyseta Hirst, 1992 (Nova Gal·les del Sud)
- Isopeda canberrana Hirst, 1992 (Nova Gal·les del Sud, Victòria)
- Isopeda catmona Barrion & Litsinger, 1995 (Filipines)
- Isopeda deianira (Thorell, 1881) (Nova Guinea)
- Isopeda echuca Hirst, 1992 (Nova Gal·les del Sud, Victòria)
- Isopeda girraween Hirst, 1992 (Queensland)
- Isopeda igraya Barrion & Litsinger, 1995 (Filipines)
- Isopeda leishmanni Hogg, 1903 (Oest d'Austràlia, Sud d'Austràlia, Victòria)
  - Isopeda leishmanni hoggi Simon, 1908 (Oest d'Austràlia)
- Isopeda magna Hirst, 1992 (Oest d'Austràlia, Sud d'Austràlia)
- Isopeda montana Hogg, 1903 (Sud d'Austràlia, Victòria)
- Isopeda neocaledonica Berland, 1924 (Nova Caledònia)
- Isopeda parnabyi Hirst, 1992 (Queensland, Nova Gal·les del Sud)
- Isopeda prolata Hirst, 1992 (Nova Gal·les del Sud, Victòria)
- Isopeda queenslandensis Hirst, 1992 (Queensland, Nova Gal·les del Sud)
- Isopeda subalpina Hirst, 1992 (Victòria)
- Isopeda sungaya Barrion & Litsinger, 1995 (Filipines)
- Isopeda vasta (L. Koch, 1867) (Queensland)
- Isopeda villosa L. Koch, 1875 (Nova Gal·les del Sud)
- Isopeda woodwardi Hogg, 1903 (Sud d'Austràlia)

### Isopedella
Isopedella Hirst, 1990
- Isopedella ambathala Hirst, 1993 (Queensland, Sud d'Austràlia)
- Isopedella cana (Simon, 1908) (Oest d'Austràlia, Sud d'Austràlia)
- Isopedella castanea Hirst, 1993 (Oest d'Austràlia)
- Isopedella cerina Hirst, 1993 (Queensland)
- Isopedella cerussata (Simon, 1908) (Austràlia)
- Isopedella conspersa (L. Koch, 1875) (Queensland, Territori del Nord)
- Isopedella flavida (L. Koch, 1875) (Queensland, Nova Gal·les del Sud)
- Isopedella frenchi (Hogg, 1903) (Victòria, Sud d'Austràlia)
- Isopedella gibsandi Hirst, 1993 (Oest d'Austràlia)
- Isopedella inola (Strand, 1913) (Austràlia)
  - Isopedella inola carinatula (Strand, 1913) (Central Austràlia)
- Isopedella leai (Hogg, 1903) (Sud d'Austràlia)
- Isopedella maculosa Hirst, 1993 (Oest d'Austràlia)
- Isopedella meraukensis (Chrysanthus, 1965) (Nova Guinea, Queensland, Territori del Nord)
- Isopedella pessleri (Thorell, 1870) (Nova Gal·les del Sud, Victòria)
- Isopedella saundersi (Hogg, 1903) (Austràlia)
- Isopedella terangana (Strand, 1911) (Illes Aru)
- Isopedella tindalei Hirst, 1993 (Austràlia)
- Isopedella Victòrialis Hirst, 1993 (Victòria)

## K

### Keilira
Keilira Hirst, 1989
- Keilira sokoli Hirst, 1989 (Victòria)
- Keilira sparsomaculata Hirst, 1989 (Sud d'Austràlia)

## L

### Leucorchestris
Leucorchestris Lawrence, 1962
- Leucorchestris alexandrina Lawrence, 1966 (Angola)
- Leucorchestris arenicola Lawrence, 1962 (Namíbia)
- Leucorchestris flavimarginata Lawrence, 1966 (Namíbia)
- Leucorchestris kochi Lawrence, 1965 (Namíbia)
- Leucorchestris porti Lawrence, 1965 (Namíbia)
- Leucorchestris sabulosa Lawrence, 1966 (Namíbia)
- Leucorchestris setifrons Lawrence, 1966 (Angola)
- Leucorchestris steyni Lawrence, 1965 (Namíbia)

## M

### Macrinus
Macrinus Simon, 1887
- Macrinus milleri Caporiacco, 1955 (Veneçuela)
- Macrinus succineus Simon, 1887 (Brasil)

### Martensopoda
Martensopoda Jäger, 2006
- Martensopoda minuscula (Reimoser, 1934) (Índia)
- Martensopoda transversa Jäger, 2006 (Índia)

### Megaloremmius
Megaloremmius Simon, 1903
- Megaloremmius leo Simon, 1903 (Madagascar)

### Micrommata
Micrommata Latreille, 1804
- Micrommata aljibica Urones, 2004 (Espanya)
- Micrommata aragonensis Urones, 2004 (Espanya)
- Micrommata darlingi Pocock, 1901 (Sud-àfrica)
- Micrommata formosa Pavesi, 1878 (Algèria fins a Israel)
- Micrommata ligurina (C. L. Koch, 1845) (Mediterrani fins a l'Àsia central)
- Micrommata virescens (Clerck, 1757) (Paleàrtic)
  - Micrommata virescens ornata (Walckenaer, 1802) (Europa, Síria, Israel)

### Microrchestris
Microrchestris Lawrence, 1962
- Microrchestris melanogaster Lawrence, 1962 (Namíbia)
- Microrchestris scutatus Lawrence, 1966 (Namíbia)

## N

### Neosparassus
Neosparassus Hogg, 1903
- Neosparassus calligaster (Thorell, 1870) (Austràlia)
- Neosparassus conspicuus (L. Koch, 1875) (Queensland)
- Neosparassus diana (L. Koch, 1875) (Oest d'Austràlia, Victòria, Tasmània)
- Neosparassus festivus (L. Koch, 1875) (Nova Gal·les del Sud)
- Neosparassus haemorrhoidalis (L. Koch, 1875) (Nova Gal·les del Sud)
- Neosparassus incomtus (L. Koch, 1875) (Nova Gal·les del Sud)
- Neosparassus inframaculatus (Hogg, 1896) (Central Austràlia)
- Neosparassus macilentus (L. Koch, 1875) (Queensland, Victòria)
- Neosparassus magareyi Hogg, 1903 (Austràlia)
- Neosparassus nitellinus (L. Koch, 1875) (Queensland)
- Neosparassus pallidus (L. Koch, 1875) (Queensland)
- Neosparassus patellatus (Karsch, 1878) (Tasmània)
- Neosparassus pictus (L. Koch, 1875) (Queensland)
- Neosparassus praeclarus (L. Koch, 1875) (Queensland)
- Neosparassus punctatus (L. Koch, 1865) (Austràlia)
- Neosparassus rutilus (L. Koch, 1875) (Queensland)
- Neosparassus salacius (L. Koch, 1875) (Queensland, Nova Gal·les del Sud)
- Neosparassus thoracicus Hogg, 1903 (Northern Austràlia)

### Nisueta
Nisueta Simon, 1880
- Nisueta affinis Strand, 1906 (Sudan)
- Nisueta flavescens Caporiacco, 1941 (Etiòpia)
- Nisueta kolosvaryi Caporiacco, 1947 (Etiòpia)
- Nisueta quadrispilota Simon, 1880 (Zanzíbar)
- Nisueta similis Berland, 1922 (Etiòpia)

### Nolavia
Nolavia Kammerer, 2006
- Nolavia rubriventris (Piza, 1939) (Brasil)

### Nonianus
Nonianus Simon, 1885
- Nonianus gaujoni Simon, 1897 (Ecuador)
- Nonianus pictus Simon, 1885 (Algèria fins a Israel)
- Nonianus unilateralis Strand, 1908 (Perú)